# Литовченко, Степан Ануфриевич
Степан Ануфриевич Литовченко (1909—1969) — майор Советской Армии, участник Великой Отечественной войны, Герой Советского Союза (1945).

## Биография
Степан Литовченко родился 16 декабря 1909 года в селе Лящовка (ныне — Чернобаевский район Черкасской области Украины). После окончания семи классов школы работал в колхозе. В 1931 году Литовченко был призван на службу в Рабоче-крестьянскую Красную Армию. В 1932 году он окончил Ленинградскую школу подводного плавания, в 1937 году — Высшие военно-политические курсы. С июня 1941 года — на фронтах Великой Отечественной войны. В боях был ранен.
К октябрю 1944 года майор Степан Литовченко командовал 2-м стрелковым батальоном 767-го стрелкового полка 228-й стрелковой дивизии 53-й армии 2-го Украинского фронта. Отличился во время форсирования реки Тиса. 8 октября 1944 года батальон Литовченко переправился через реку и захватил плацдарм на её правом берегу, после чего удерживал его до переправы основных сил. Лично подняв своих бойцов в атаку, Литовченко добился расширение плацдарма на 2 километра по фронта и до 1 километра к глубину. Противник превосходящими в четыре раза силами пытался контратаковать позиции батальона, но безуспешно. 9 октября 1944 года батальон Литовченко успешно углубил плацдарм до 4 километров, уничтожив несколько сотен солдат и офицеров противника.
Указом Президиума Верховного Совета СССР от 24 марта 1945 года за «мужество и героизм, проявленные при форсировании Тисы и удержании плацдарма на её западном берегу» майор Степан Литовченко был удостоен высокого звания Героя Советского Союза с вручением ордена Ленина и медали «Золотая Звезда» за номером 3764.
В феврале 1946 года в звании гвардии майора Литовченко был уволен в запас. Проживал в селе Ирклиев, работал в рыбхозе. Умер 23 июня 1969 года, похоронен в Ирклиеве.
Был также награждён орденами Отечественной войны 2-й степени и Красной Звезды, рядом медалей.